# Asd
 (septembre 2012).
Sa qualité peut être largement améliorée en utilisant un vocabulaire plus directement compréhensible.
Pour les articles homonymes, voir Asd.
Asd est un répertoire des logiciels SIP notables qui utilisent le SIP comme un protocole de voix sur IP (VoIP).

## Serveurs SIP

### Libre et open source
- Asterisk
- FreeSWITCH
- Kamailio Plate-forme de Mobicents (JSLEE [2] 1.0 compatibles et le serveur d'application compatible Sip Servlets 1.1)
- Mysipswitch
- OpenSER
- OpenSIPS
- SailFin
- SIP Express Router (SER)
- sipX
- YXA SIP d'un serveur basé sur Erlang.

### Licence exclusive
- Le système téléphonique 3CX 3CX le système téléphonique pour Windows.
- Aastra Aastra 5000, Aastra 800, MX-ONE.
- Alcatel-Lucent 5020, appel session contrôleur.
- Serveur d'applications Avaya 5300 (AS5300)

VoIP JITC certifié ASSIP
- Avaya Communications Manager SIP Activation Services
- BEA Systems WebLogic Server SIP

Serveur proxy SIP de Cisco
- Softswitch Comverse Technology, les applications multimédias, les registraires SIP
- Interactive Intelligence CIC (Customer Interaction Center), SIP proxy,

médiathèque.
- Iskratel SI3000 CS softswitch,

passerelles multimédias, serveurs d'applications de signalisation
- MERA systèmes VoIP softswitches avec sbc, proxy H.323/SIP
- NEC Corporation SV7000 adossé User Agent SIP PBX.
- NEC Corporation UNIVERGE Sphericall Communications Services Platform.
- Nortel SCS500
- Nortel SIP multimédia Communication Server 5200
- pbxnsip taille de PBX IP pour les petites et moyennes entreprises qui s'exécute sur Windows, Linux, FreeBSD et Mac OS Serveur de communication vidéo Tandberg - SIP serveur d'application, serveur de média et passerelle H.323
- Unison Unified communications

logiciel Module de téléphonie IP VCX 3Com - adossé User Agent SIP PBX. Serveur de communications unifiées
- Objectworld Communication multimédia Oracle Engine (M2CE)
- Microsoft Office Communications Server 2007 (Version R2 depuis février 2009)
- RADVISION SIP plates-formes code-source B2BUA, présence…
- Siemens (entreprise) OpenScape Voice, Hipath 8000 SIP softswitch, mediaserver… (SIP)
- Sun Microsystems Sun GlassFish Communication Server.
- Tadiran Telecom corail Ipx famille & mer de corail softswitch
- CommuniGate Pro virtualisée PBX pour IP Centrex d'hébergement, services de messagerie vocale et autothérapeutiques…
- Intelligence Interactive Windows sur IP PBX de petite, moyenne et organisations de l'entreprise.
- Zultys MX250/MX30 IP PBX pour les PME/PMI et entreprise.

## Clients SIP

### Logiciel de source libre ou ouvert
- Blink, un client SIP complet mettant en vedette mi, transfert de fichiers et de partage de bureau pour Mac OSX, GPL.
- Ekiga, anciennement appelé GnomeMeeting, GPL.
- Empathie, utilisant les bibliothèques GTK + et le cadre de la télépathie, GPL.
- KPhone, à l'aide des bibliothèques de Qt, GPL. S'exécute sur Linux.
- Linphone, avec une séparation du cœur/interface utilisateur, le GUI est utilisant les bibliothèques GTK +. Il s'exécute sur PC (linux, windows), Mac OSX et les téléphones mobiles (Android, iPhone).
- Minisip, avec un cœur/interface séparation et de chiffrement, version alpha pour Nokia 770.
- PhoneGaim, basé sur Pidgin. Ne fonctionne pas avec les nouveaux comptes après Google acquis Gizmo5.
- QuteCom, anciennement appelé OpenWengo, à l'aide des bibliothèques de Qt, GPL.
- Jami, avec interface graphique GTK +, GPL, prend également en charge le protocole IAX2 Client SIP Communicator, la VoIP de Java et de messagerie instantanée, s'exécute sur Windows, Linux et Mac OS X, LGPL. Numéro de téléphone, Mac OS X - softphone écrit en Cocoa/objectif-C
- Twinkle, à l'aide des bibliothèques de Qt, GPL
- SIP Communicator,

### Licence exclusive
- OfficeSIP Messenger, pour Windows.
- SightSpeed pour Windows et Mac OS x. G.711, iLBC, codecs Speex et H.263.
- Windows Messenger versions 4 et 5 (à ne pas confondre avec Windows Live Messenger ou MSN Messenger qui ne prennent pas en charge le SIP).
- Mercuro IMS client de Inexbee pour Windows et Windows Mobile.
- X-Lite et Bria Counterpath pour Windows et Mac OS X ; Notez que la version libre de linux est très ancienne et fonctionne uniquement sur les anciennes versions de linux avec libc5.
- Gizmo5, (anciennement Gizmo Project) est gratuit.

## Clients mobile SIP

### Logiciel libre et open source
- Sipdroid pour Android, GPL v3
- Linphone pour Android et iPhone, GPL v2

### Licence exclusive
- Fring pour Linux, Java ME, Symbian OS, Windows Mobile, Androïde et iPhone.
- Mercuro IMS client pour Windows et Windows Mobile.

## Outils de test SIP

### Licence exclusive
- Mu Dynamics: SIP-VoIP, RTSP-IPTV Triple Play service assurance plate-forme

commerciale.
- Codenomicon Defensics : cadre d'automatisation de test commercial.

### Licence GNU GPL
- Suite de tests SIP PROTOS[1]

## SIP-capable de pare-feux
Du Point de contrôle VPN-1 pare-feux comprendre la prise en charge SIP complète de plusieurs fournisseurs
- Intertex SIP transparent routeurs,
- firewalls et ADSL modems - pour les déploiements à large bande et le marché SOHO
- Ingate pare-feu d'entreprise transparent SIP et SIParators - activation globale de communication sur l'entreprise LAN SIP
- Cisco PIX firewalls ASA comprennent la prise en charge complète des SIP
- Le pare-feu dans IOS (Cisco) inclut la prise en charge complète des SIP
- Secure Computing SnapGear pare-feu inclut le proxy SIP siproxd
- Secure Computing SideWinder 7 pare-feu inclut un proxy SIP

Prise en charge de SonicWall
- SIP
- D-Link Firewall l'essai au ldf-210/260/800/860/1600/2500 soutient SIP (SIP-ALG) avec le firmware 2.20.01.05 et ci-dessus
- ZyXEL ZyWALL P1, 2Plus, 5 UTM, 35

UTM, 70 UTM, 1050, 100 LPE LPE 200, 300 LPE, 1000 LPE supporte SIP-ALG
Fortinet FortiGates tout en exécutant v280/v300 builds
- Linux Netfilter du SIP conntrack helper entièrement comprend SIP et peuvent classer (pour la QOS) et NAT tous les associés du trafic.
- PfSense FreeBSD sur PfSense Firewall ont la QoS que balises correctement le trafic voip et un paquet de proxy sip qui est disponible pour les points de terminaison NATed.
- Genévrier Netscreen et SRX pare-feux comprendre la prise en charge complète des SIP Application Layer Gateway.